# Tera-tsutsuki

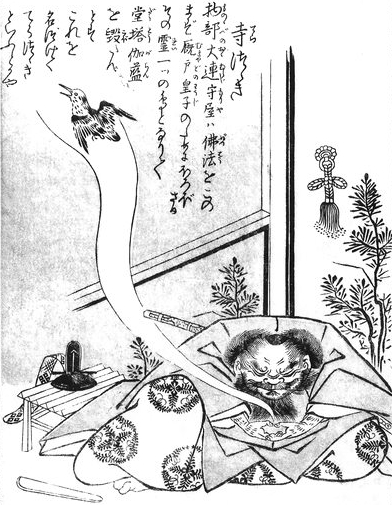
Der Tera-tsutsuki, wie er in Sekiens Konjaku Gazu Zoku Hyakki dargestellt ist.

Der Tera-tsutsuki (寺つつき; „Tempel-Picker“) ist ein fiktives Wesen der japanischen Folklore aus der Gruppe der Yōkai („Dämonen“) und Onryō („Rachegeister“). Er ist ein Vogeldämon und als Stalker und Brandstifter gefürchtet. Der Tera-tsutsuki ist der Folklore nach die dämonische Reinkarnation des angeblich in einem Zweikampf gestorbenen Clan-Oberhaupts Mononobe no Moriya.

## Beschreibung
Der Tera-tsutsuki soll in Gestalt eines Spechtes, speziell des Japangrünspechts, erscheinen, aber deutlich größer sein und gespenstisch glühen. Er kann einzeln oder in Schwärmen auftreten und große Zerstörungen anrichten. Es heißt, dass der Tera-tsutsuki sich auf ausgesuchte buddhistische Tempel und Schreine stürzt und zunächst versucht, durch sein Picken und Hämmern die hölzernen Stützbalken zu zerstören, um das Gebäude zum Einsturz zu bringen. Werde er dabei gestört, soll er sich gänzlich in Feuer hüllen, das Dach und Gebälk in Brand setzen und anschließend fliehen.

## Legende
Der Legende nach war das Clan-Oberhaupt Mononobe no Moriya ein ketzerischer Aufrührer, der wiederholt buddhistische Tempel und deren Statuen in Brand steckte. Damit habe er versucht, die Einführung des Buddhismus aus China zu vereiteln. Außerdem habe er einen Mordanschlag auf das Kaiserhaus verüben wollen. Er sei jedoch vom Prinzen Shōtoku Taishi und dessen Admiral Soga no Ūmako überrascht und im Zweikampf getötet worden. Daraufhin habe Moriya sich in einen dämonischen Specht verwandelt, sei zum ersten Buddha-Schrein geflogen und habe angefangen, dessen Gebälk zu zerstören. Als er dabei gestört wurde, habe der Tera-tsutsuki Feuer ausgeschieden und so das Dach in Brand gesteckt. Als er drauf und dran war, auch das benachbarte buddhistische Kloster zu überfallen, habe sich Prinz Shōtoku in einen Hayabusa-Vogel (Wanderfalke) verwandelt und den Specht erschlagen.

## Hintergrund
Gestaltungsvorbild für diesen Yōkai war der Japangrünspecht (Picus awokera). Das japanische Wort Tera (寺) bedeutet „Tempel“, das Wort tsutsuki (つつき) bedeutet wörtlich „picken“ oder „stochern“ und beschreibt eine der herausragenden Tätigkeiten der Spechte. In Japan leben zwei Specht-Arten, die dafür bekannt sind, dass sie sich tatsächlich gern an alten hölzernen Tempeln und Schreinen vergreifen und deshalb regelmäßig vertrieben werden müssen. Dies sind der Japangrünspecht und der Kizukispecht (Yungipicus kizuki). Aber auch andere Specht-Arten müssen von historischen Holzbauten ferngehalten werden. Als Hayabusa (ハヤブサ) wird in Japan der Wanderfalke (Falco peregrinus japonensis) bezeichnet.
Der Clan-Chef und Aristokrat Mononobe no Moriya (物部守屋; gestorben am 2. August 587 n. Chr.) existierte wirklich und lebte und wirkte während der Asuka-Zeit im 6. Jahrhundert unter den Herrschern Bidatsu und Yōmei. So gut wie keine biografischen Daten sind überliefert, vieles aus seiner Zeit wurde posthum mit politisch und religiös motivierten Legenden ausgeschmückt. Als gesichert gilt, dass er der Sohn des einflussreichen und aufrührerischen Clan-Oberhauptes Mononobe no Okoshi war. Wie sein Vater verabscheute Moriya den Buddhismus, der erst kürzlich in Japan eingeführt worden war. Um seiner Abscheu Ausdruck zu verleihen, ließ Moriya den ersten Buddha-Tempel Japans in Ikaruga trotz empörter Proteste schließen. Anschließend erwirkte er bei Bidatsu ein Buddhismus-Verbot. Zu Moriyas Unglück war der neue Herrscher, Yōmei, im krassen Gegensatz dazu ein überzeugter und bekehrter Buddhist. Dessen Sohn, Prinz Shōtoku Taishi, war Oberhaupt des gegnerischen Soga-Clans und ebenfalls Buddhist. So kam es nach Yōmeis Tod zum historischen Soga-Mononobe-Konflikt von 580 n. Chr. in der heutigen Präfektur Nara nahe Osaka. Gewissermaßen in einer Nacht-und-Nebel-Aktion ließ der Prinz den gesamten Clan in einem günstigen Moment verhaften und fast umgehend hinrichten.
Die Legende vom Tera-tsutsuki wird erstmals in dem Werk Genpei Seisuiki Zue (源平盛衰記; Aufstieg und Niedergang der Genpei) von einem unbekannten Autor aus der Kamakura-Zeit im 13. Jahrhundert erzählt. Eine bekannte Abbildung des Tera-tsutsuki findet sich in dem Bilderalbum Konjaku Gazu Zoku Hyakki (今昔画図続百鬼; Bilderbuch der 100 Dämonen von einst und jetzt) von Toriyama Sekien aus dem Jahr 1779. Sekiens Bildbeschreibung enthält eine verkürzte Fassung der Moriya-Legende.